# Lisa Nakazono-Węgłowska
Lisa Nakazono (jap. 中園理沙 Nakazono Lisa; ur. 15 lutego 1984 w Japonii) – japońska pianistka.

## Życiorys
Naukę gry na fortepianie rozpoczęła w wieku 4 lat.
Zajęła pierwsze miejsce w Pierwszym Międzynarodowym Konkursie Pianistycznym Eleny Richter w Azji. Kiedy po raz pierwszy wzięła udział w 23. Konkursie Muzycznym w prefekturze Kanagawa (dział fortepianów), zajęła 2. miejsce. Wielokrotnie brała udział w konkursach muzycznych w prefekturze Kanagawa, podczas których stawała na podium.
W 2005 zdała egzaminy na stypendium International Piano Master Class. Została wysłana na naukę do Moskiewskiego Konserwatorium. W 2008 r. podczas studiów na Wydziale Muzycznym Uniwersytetu Toho rozpoczęła serię występów zatytułowanych „Classic Sparkle of Lisa”, które cieszyły się dużą popularnością. Na czwartym roku studiów otrzymała od wytwórni muzycznej propozycję nagrania płyty. Postanowiła zadebiutować wydając płytę.
W marcu 2009 r. ukończyła studia na Wydziale Muzycznym Uniwersytetu Toho w Tokio. W tym samym momencie zadebiutowała poprzez wydanie przez Sony Music albumu „Chopin de Ghibli”. W ciągu roku występowała w 100 koncertach, które odbywały się na terenie całej Japonii. Była osobą rozpoznawalną w magazynach muzycznych, telewizji, radio i mediach. W 2009 r. została uznana przez jury Yokosuka Recital Series wybierające „młodego artystę” jako „młoda, utalentowana przyciągająca uwagę kobieta o bogatej ekspresji”.
W styczniu 2010 został wydany jej drugi album (Chopin de Hoshii ni negai o). W tym samym roku odbyła tournée upamiętniające 200-rocznicę urodzin Chopina po całej Japonii.
Stworzyła również wersję utworu „La Campanella” i sonaty fortepianowej Beethovena nr 21 do filmu anime nakręconego przez TV Tokyo. Utwory te zostały zaprezentowane w telewizji i zebrane na CD. W magazynach poświęconych muzyce publikowano eseje zatytułowane „Dzienniki Lisy Nakazono, która umożliwiła spotkania z fortepianem w całym kraju” dotyczące energicznego rozwoju jej kariery.
W 2011 r. wzięła udział w tournée „Magnificient Piano!　Yearning of famous music concert” upamiętniającym 200-rocznicę urodzin Liszta, które odbywało się na terenie całej Japonii. Również wzięła udział w tournée „Bravo Piano 2011” (sponsorowanym przez J-WAVE i wspieranym przez House Foods) na terenie całego kraju.
W 2012 odbyła tournée po Japonii zatytułowane „Welcome to Paris Association of Music!” upamiętniające 150-rocznicę urodzin Debussy’ego. Wzięła również udział w najbardziej wyróżnionym festiwalu muzycznym w całej Japonii „7th Sendai Music Festival 2012”. Informacje o występie artystki zostały opublikowane w japońskich gazetach. W 2013 również zagrała koncert podczas festiwalu w Sendai (SENCLA).
W 2012 w Kioto został założony jej oficjalny fan klub.
Od tego czasu oczekiwania publiczności wobec jej występów rosły. Jest postrzegana jako młoda i energiczna artystka.
Gry na fortepianie uczyła się pod kierownictwem Masashi Kawasome, Koji Shimoda, Kuryon Paku i Makoto Ishihara.
9 maja 2013 r. Lisa Nakazono-Węgłowska po raz pierwszy zagrała koncert w Polsce w miejscowości Koczargi Stare w ramach festiwalu w Krainie Chopina (miejscowość znajduje się w pobliżu Żelazowej Woli - miejsca narodzin Chopina), które odbyły się jako część obchodów siedemsetlecia gminy Babice. Podczas koncertu pianistka wykonywała utwory Fryderyka Chopina, aranżacje z jej płyt "Chopin de Ghibli" oraz "Chopin de Hoshii ni negai o" oraz "La Campanella" Franciszka Liszta.
2 czerwca 2013 r. pianistka zagrała koncert z okazji setnej rocznicy otwarcia Hotelu Polonia (najstarszego hotelu w Warszawie).

## Dyskografia
- Chopin de GHIBLI - GHIBLI in Chopin Style Arrangement 2009[5]
- Chopin de Hsohi ni negai o　- When You Wish Upon A Star in Chopin Style Arrangement (2010)[6]